# Варбла (волость)
Ва́рбла (ест. Varbla vald) — волость в Естонії, адміністративна одиниця повіту Пярнумаа.

## Географічні дані
Площа волості — 314 км², чисельність населення на 1 січня 2015 року становила 786 осіб.

## Населені пункти
Адміністративний центр — село Варбла.
На території волості розташовані 40 сіл (ест. küla):
Алліка (Allika), Арукюла (Aruküla), Вайсте (Vaiste), Варбла (Varbla), Гелмкюла (Helmküla), Гаапсі (Haapsi), Гибесалу (Hõbesalu), Енніксе (Ännikse), Игу (Õhu), Кадака (Kadaka), Канамарді (Kanamardi), Кідізе (Kidise), Кілґі (Kilgi), Коері (Koeri), Кор'ю (Korju), Куллі (Kulli), Кяру (Käru), Мааде (Maade), Матсі (Matsi), Мереяерсе (Mereäärse), Мурісте (Muriste), Митсу (Mõtsu), Мялікюла (Mäliküla), Нимме (Nõmme), Паадрема (Paadrema), Паатсалу (Paatsalu), Піга (Piha), Раеспа (Raespa), Рагесте (Raheste), Раннакюла (Rannaküla), Рауксі (Rauksi), Ряді (Rädi), Сааре (Saare), Саулепі (Saulepi), Селья (Selja), Соокалда (Sookalda), Тамба (Tamba), Тійліма (Tiilima), Тиузі (Tõusi), Тяпсі (Täpsi).